# Estrid Svendsdatter
Estrid Svendsdatter (990/997 – 1057/1073) was een Deense prinses. Ze was de dochter van Sven Gaffelbaard en zelf was ze de moeder van Sven II van Denemarken. De dynastie die Denemarken tussen 1057 en 1412 in Denemarken regeerde, is naar haar vernoemd.

## Biografie
Estrid Svendsdatter is enkele malen gehuwd geweest. Zo zou ze in eerste instantie gehuwd zijn geweest met een Russische prins, maar na diens dood werd ze door haar broer Knoet de Grote uitgehuwelijkt aan een Normandische hertog. Volgens Adam van Bremen was dat met Richard II, terwijl Rodulfus Glaber Robert de Duivel noemt als haar echtgenote. Waarom het huwelijk niet lang stand heeft gehouden, is onbekend, maar vast staat dat ze rond 1020 opnieuw werd uitgehuwelijkt. Ditmaal aan Ulf Thorgilsson, de jarl van Orkneyeilanden. Ulf werd echter in 1026 in opdracht van Knoet vermoord. Estrid steunde haar kinderen in de strijd om het Deense koningschap. Uiteindelijk werd haar zoon Sven in 1047 koning. Estrid zelf kreeg daarop de honoraire titel van koningin.